# Struga (dopływ Cybiny)
Struga – struga o długości ok. 750 m, lewobrzeżny dopływ Cybiny. Przepływa w całości przez Poznań.

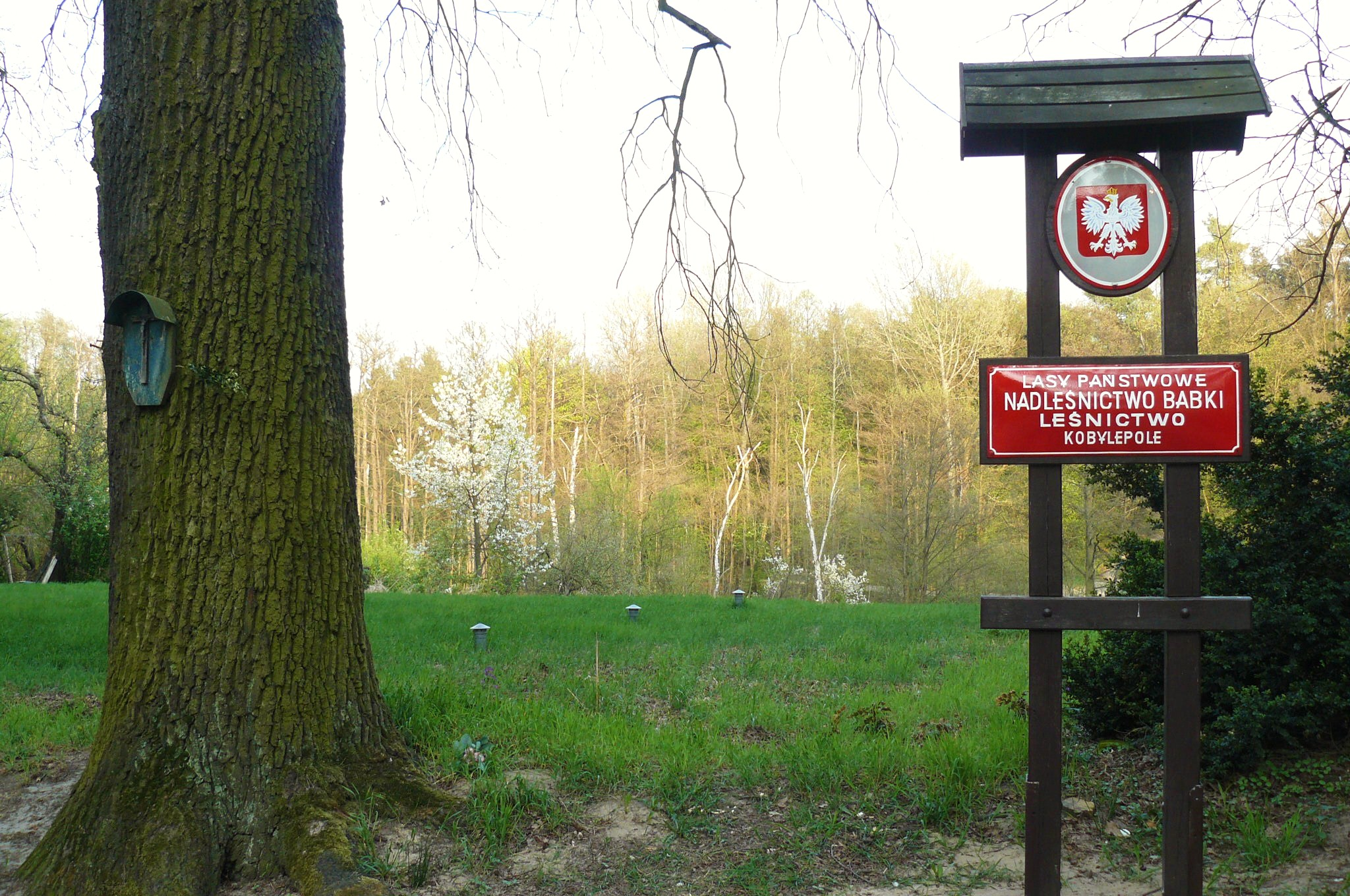
Dolina Strugi

Źródła zlokalizowane na południe od Antoninka oraz Stawu Antoninek, w lesie. Również cały przebieg w lesie (z wyjątkiem jednej polany w środkowym biegu). Ujście do Cybiny poprzez wody Stawu Browarnego (przed jego budową ujście było bezpośrednie). Kilkadziesiąt metrów na południe, do tego samego Stawu uchodzi Darzynka. 
W pobliże Strugi doprowadza ul. Wczasowa (boczna od Majakowskiego). Poza tym tereny doliny tego cieku są niedostępne i okresowo silnie zabagnione. Nieco na północ od Strugi przebiega znakowany Piastowski Trakt Rowerowy. Jest tu ponadto kilka bezimiennych oczek wodnych o różnych stanach wód. Całość porasta łęg olszowy z domieszką brzozy. 
W marcu 2006 w dolinie cieku zlokalizowano stanowisko bobra europejskiego (Castor fiber), powstałe prawdopodobnie około 1999. Działalność zwierząt doprowadziła nawet do lokalnego podniesienia stanu wód. Tereny te porastają łozowiska, szuwary trzcinowe i turzyce. Występują też: grab, dąb i lipa. Stwierdzono także stanowiska konwalii majowej, konwalijki dwulistnej, kokoryczki wonnej, zawilca gajowego i wawrzynka wilczełyko. 
Faunę reprezentują: żaba moczarowa, żaba trawna, zaskroniec zwyczajny, ślimak zatoczek rogowy, krzyżówki, żurawie, czapla siwa, łabędzie, pełzacz leśny, kowalik zwyczajny i wilgi. W początkach maja 2006 obserwowano bielika. Od czasu do czasu teren penetrują dziki.